# Canton (Maine)
Canton è un comune (town) degli Stati Uniti d'America della contea di Oxford nello Stato del Maine. La popolazione era di 990 abitanti al censimento del 2010. Situata accanto al lago Anasagunticook, Canton è un'area ricreativa estiva.

## Geografia fisica
Secondo lo United States Census Bureau, ha un'area totale di 30,50 mi² (78,99 km²).

## Storia
Canton Point era il sito di Rockemeka, un villaggio degli Anasagunticook (o Androscoggin), una sottodivisione dei nativi americani degli Abenachi. Si dice che la tribù possedeva 500 acri (2,0 km²) di mais. Nel 1757, la popolazione della tribù fu devastata dal vaiolo.
La terra fu concessa dal Tribunale del Massachusetts al capitano Joseph Phipps e ad altri 63 soldati per i loro servizi durante la guerra franco-indiana. Chiamata Phipps-Canada, fu incorporata nel 1795 come Jay in onore di John Jay, il primo presidente della Corte suprema degli Stati Uniti. Il 5 febbraio 1821, Canton si staccò da Jay e fu incorporata, prese il nome dall'omonima città nel Massachusetts.
Le origini dell'insediamento risalgono ai primi anni 1790 quando arrivarono William Livermore, William French, Joseph Coolidge e Alexander Shepherd. Successivamente arrivarono altri coloni, principalmente dal Massachusetts. La superficie della città era irregolare nelle periferie, ma liscia e livellata a Canton Point, dove il terreno era considerato insuperabile nello stato dell'agricoltura. Lo sbocco del lago Anasagunticook forniva energia idroelettrica per l'industria. Gustavus Hayford si stabilì qui nel 1814. Oltre ad una capanna di tronchi, costruì una segheria e un mulino per la macinazione dei cereali. Inizialmente fu chiamato Hayford Mills, poi Canton Mills, e infine Canton. Nel XIX secolo, erano presenti un'officina meccanica per la produzione di attrezzature agricole, una fabbrica di oggetti di latta e una fonderia di ferro. Rimase per un periodo il centro del commercio. Il Rumford Branch della Maine Central Railroad passò attraverso la città alla fine degli anni 1850, trasportando merci, ma anche turisti. La comunità si è sviluppata come area ricreativa per il campeggio.
Nel dicembre 2005, la città ha iniziato un progetto di trasferimento del centro cittadino e di circa 60 case nelle golene che circondano il fiume Androscoggin a causa delle frequenti inondazioni di primavera. Sono stati proposti di sostituire i lotti vacanti con parchi o sentieri naturali.

## Società

### Evoluzione demografica
Secondo il censimento del 2010, la popolazione era di 990 abitanti.

### Etnie e minoranze straniere
Secondo il censimento del 2010, la composizione etnica della città era formata dal 97,3% di bianchi, lo 0,2% di afroamericani, lo 0,2% di nativi americani, lo 0,2% di asiatici, lo 0,0% di oceanici, lo 0,2% di altre etnie, e l'1,9% di due o più etnie. Ispanici o latinos di qualunque etnia erano l'1,0% della popolazione.